# アヴァロン (映画)
『アヴァロン』（Avalon）は、2001年公開の日本映画。

## 概要
主にアニメ作品の監督を務める押井守が実写に挑んだ作品であり、彼の劇場用の実写映画作品としては4作目に当たる。

## あらすじ
近未来、「アヴァロン」という名のオンラインゲームが若者の間で熱狂的な支持を得ていた。プレイヤー達は、専用端末を介して仮想現実空間に接続し、単独またはパーティを組んで、実在の武器や兵器を用いて戦う。ゲーム中でランクに応じたミッションをこなすことで、現実世界で使える報酬を得ることが出来るが、ゲームから抜け出せずに「未帰還者」となる人間を生み出すこともあるため、過激な非合法ゲームとされていた。
「アヴァロン」の凄腕プレイヤー・アッシュは、かつては最強と呼ばれた伝説のパーティ「ウィザード」の戦士だったが、パーティが崩壊して以来、ソロプレイヤーとして「アヴァロン」に参加し続けていた。愛犬と暮らす自室と「アヴァロン」の仮想空間が、今の彼女の日常だった。
ある時、挑発的にもアッシュと同じ戦法でアッシュよりも速いクリアタイムを記録したプレイヤー・ビショップが現れた。その正体をつかめずにいたアッシュは、元「ウィザード」の盗賊・スタンナと再会し、「ウィザード」のリーダーだったマーフィーが、単独でクラスAのステージに現われるという隠れキャラクター「ゴースト」を追い、そのまま「未帰還者」となってしまったことを知る。アッシュは病院に赴くが、廃人となったマーフィーは何も語らなかった。「ゴースト」と「未帰還者」の関連性を探るうち、「アヴァロン」プログラムの供給者とされる「九姉妹」の名に行き着く。アッシュは「九姉妹」を騙って襲いかかってきたプレイヤー達から、「九姉妹」の正体が「アヴァロン」の管理者であることを知らされる。
やがてスタンナが「ゴースト」の出現条件を解いた。クラスAのステージをクリアした際、レベル12以上の司教＝高位聖職者がパーティにいること。マーフィーはソロプレイヤーでありながら高位聖職者でもあったため、条件を満たしていたのだ。しかし戦士であるアッシュがそれまでの経験値を捨てて司教に転職し、さらにソロプレイヤーとして高位聖職者まで成長することは非現実的な話だった。現役の高位聖職者とパーティを組む必要があることは明らかだが、「ウィザード」のメンバーだったという過去がその障害になることをスタンナが指摘。アッシュは「九姉妹」との関係を疑いながらもビショップにパーティメンバーの招集を依頼した。
そして始まるクラスAでの戦闘。メンバーにはスタンナも加わっていた。アッシュ・スタンナ・ビショップたちはクラスA最強の敵を倒してステージをクリア、「ゴースト」との遭遇を果たす。
アッシュが一人でゴーストを倒すと通常とは異なる方法で別世界へ接続し、画面には「Welcome to Class Real」の文字。ゲームマスターに未帰還者の殺害を指示されたアッシュが建物から出ると、本編中常に淡い色だった世界が色彩豊かになり、活き活きとしたNPC達が生活する現代の世界が広がっていた。指示された場所へ行くと、Realを現実として生きるマーフィーと再開する。彼は殺し合いを望み、どちらかが死んだ後に「消滅」すればこの世界が現実でない証になると言う。そして、自ら敗北を選んだマーフィーは消滅し、アッシュは邪悪な笑みを浮かべるゴーストに銃を向ける。画面は「Welcome to Avalon」で幕を閉じる。

## 製作

### 背景
1990年代後半、押井はバンダイビジュアルが打ち出したデジタルエンジン構想の一作として『G.R.M. THE RECORD OF GARM WAR（ガルム戦記）』の脚本執筆・メカニックデザイン開発・モデリングデータ制作・パイロットフィルム制作等の準備を進めていたが、計画縮小により企画凍結となる。その次に作られた本作は、押井の他の多くの実写映画と同じく、凍結中の作品の「オトシマエ」、つまり書類上の企画を「落とさない」ために作られたものである。解散したデジタルエンジン研究所のスタッフが多く参加しているのもこのためであり、押井は本作を「飽くまでも『ガルム』の廉価版ではなく機能限定版」と称している。
題名の由来となっている「アヴァロン」とは、アーサー王伝説に登場する島の名前で、負傷したアーサー王がモルガン・ル・フェによって運ばれた場所とされる。
この作品の公開に際して、押井は「すべての映画はアニメである」という持論を語った。実写として撮影しても、編集や後処理によってコントロールすれば、それはもうアニメである。デジタルでは特にそれが顕著である、と。また、押井は『うる星やつら2 ビューティフル・ドリーマー』『機動警察パトレイバー』『GHOST IN THE SHELL / 攻殻機動隊』で語ってきたテーマ、「現実ではなくても、それがその人にとって気持ち良いものならば、それはその人にとっては現実ではないのか?」というテーマに沿って製作したことも明かしている。
そのために立てたコンセプトは「実写映像でアニメを作る。そのために加工しがいのある画を撮影する」ことであり、デジタル技術を駆使して、「レイアウト→絵柄→演技→色彩設計を何度も確認する」というアニメの手法を実写に持ち込む様にした。
アクション映画もしくはSF映画に分類されるが、押井が傾倒しているコンピューターRPG『ウィザードリィ』の要素が色濃く反映されており、登場人物の名称ならびに職名には、すべて『ウィザードリィ』に登場した用語が用いられている。即ち、押井版『ウィザードリィ』とも言える。
2009年12月、本作と地続きの世界観でオンラインゲーム「アヴァロン」の新しいフィールドを舞台にした押井監督による実写映画『ASSAULT GIRLS』が公開された。
後に、『アヴァロン』の元となった企画である『ガルム戦記』の制作も決定し、2015年に『ガルム・ウォーズ』として公開された。

### デザイン
「ゲーム世界の兵器だから、多少の妄想は許されるだろう」「セルアニメで表現しようとしたら、闇討ち必至私刑当然のデザインも、3DCGだったら許される」「前々からの夢だった多砲塔戦車を動かしたい」というテーマでデザインが開始された。メカニックデザインは世界観を設計するために脚本完成以前に開発が完了しているように急がれた。

### 撮影
日本ヘラルド映画等、日本の会社が製作しているため日本映画に分類されるが、すべてポーランド国内で撮影されている。このため、言語はポーランド語が用いられ、出演者も総てポーランド人の役者が配役され、日本人の役者は登場していない。
決定するまでに一番難航したのが撮影場所で、押井は「予算の都合上セットを組むわけにもいかないし、だからといって日本の見慣れた廃工場で撮影するのも違う」と意見した。その内に誰からともなく「ポーランドはどうだろう?」という意見がでて、一部のスタッフが既に資料集め・偵察・ポーランドのプロダクションとの交渉に赴いていた。次第に「もしかしたらヨーロッパの街は魅力的かもしれない」「『アーサー王伝説』が絡んでくるから、ヨーロッパで撮れることに越したことはない」と乗り気になった。
そして、人材・機材が揃っていて、現場で撮影できて、それが予算内に収まることが決め手となりポーランドに決まった。初めてのロケハンに行った時にはポーランド陸軍の協力も得られて、戦闘ヘリコプター「ハインド」と戦車を撮れるために押井は「もうここしかない!」と舞い上がった。2回目のロケハンでプロダクションの選定・デザインの発注を行った。
作中の銃火器や軍用車輌なども一部を除いてポーランド陸軍が運用する本物であり、エキストラとしてポーランド陸軍兵士が多数出演している。押井は、本物の重火器・戦車T-72・戦闘ヘリコプター「ハインド」が借りられるのを理由に、それも作品のためというよりは純粋にマニアとして実機に触りたかった為に、ポーランド撮影を選択したという。ポーランド滞在は半年に渡り、撮影はワルシャワのほか、ヴロツワフ、クラクフで44日間実施された。
あらかじめ、デジタル加工するための素材として必要な画を説明するための絵コンテも全カット分用意し、パソコンで加工したイメージボードも用意した。ポーランド側のスタッフは押井の絵コンテを読み込み、「絵コンテでは通行人が1人だけだが、本当に1人でいいのか?」等世界観に入り込んだ積極的な質問をした。
出演する役者達とも、作品に対しての自分なりの解釈・能書きを持った上での議論を繰り返した。
日本では撮影部・照明部と別れているのに対し、ポーランドでは、撮影監督が画のコントラスト・ライティングのバランス等を決めていくため、実写素材がスムーズ且つ大量に撮影され撮影スケジュールの短縮にもなった。

### CG
予算が少ないため、CGの品質はハリウッド映画には及ばないものの、使い方は非常に風変わりである。実写をCGで再現するフォトリアル路線ではなく、実写を仮想世界であるかのように作り変えるエフェクト的な方向性で用いられている。例えば、事前に撮影した俳優の皮膚の・しわ・シミ、画面の余分な色まで、作品のコンセプトに合わない要素を徹底的に排除した。キャラクターの顔そのものも、何回も合成して、望みの肌の質感・影・表情を作った。質感を出すのにテクスチャマッピングが使用されたが、特定のテクスチャが有利に働くメカがあれば、努力しても目立たない映像・デザインもあり、セル画の絵具・ポスターカラーとは全くノウハウが異なり、当時は基準もなかったので、それをいかに扱うかを考えた。その上でシーンに当てる光源を考えていった。
「G.R.M」制作時から「フィルムで撮られた実写の大量の情報量をどう整理して、CG・アニメーション・特撮の素材を合成していくか」というのが問題になっていた。そこで押井は「情報量の差を活かしながら、1つのイメージにする方法をみんなで考えて、色を整理すればいいんじゃないか」と固めた。方法論の参考例として、過去作の「紅い眼鏡/The Red Spectacles」のモノクロ映画に近い撮り方・樋口真嗣からの「完成画面から一旦色調を外して、均一な色のトーンを被せてしまえば、作業工程が減って全体の効率が上がる」というアイディアを採用して、押井の好んでいたラース・フォン・トリアーの「エレメント・オブ・クライム」をモチーフにした。
1カット毎にレイアウトでキャラクターの立ち位置を変更したり、トリミングしたりする等の合成を行った。
3DCGでモデリングされたメカニックの最大のメリットは「一旦モデリングされれば、そのデータを無限に使いまわすことができるから、登場シーン・カット毎に全てを書き直す手間が省け、手書きのアニメーターの手間が省ける」ことであり、焼き増し用フィルム・複製の中間段階のフィルムを使用したバンクシステムを多用することでテレビアニメシリーズの内の1エピソードに関わった演出家の手腕が問われる風潮に対して、押井は「アニメファンの目が肥え始めた当時のアニメ事情を見ても、そのような手抜きは今や許されない」と直感し、実際に「メカニックの3DCGでの表現」を制作現場から要請された。デメリットは「ディテールに隅々までこだわることができるが、百万単位のポリゴンデータと容量が大きくなり、演算処理の負担が膨大となり、動かすこともままならなくなる」「腕次第で動かせる手書きと異なり、動かないものは絶対に動かせないし、一度設定表を固めてしまうとアフターフォローできない」ことであり、フルサイズで表現するためのデータ・一部分のディテールを見せるためのデータを別個に用意し、「どの部位のデータを何種類制作するか」に予算・制作現場の能力・スケジュールとバランスを取るようにした。そのために、動く過程に置ける不用意な絵柄・格好悪く映ってしまうカメラアングルをデザイン開発の段階で入念に検討した。モデリングは1ケ月で完成したが、ハインドのスケール感を出すためのテクスチャ処理に悩み、実機のハインドに存在する迷彩塗装を参考にしたが、実際に合成するまでに押井は「ハインドの出番が無くなると、モデリング・デザイナーの苦労が無駄になってしまう」と不安の日々だった。
「幾ら完璧な実写素材を撮影しても、最終的には絵画・アニメ的な処理で画面を作りたい」という押井個人の欲望を叶えてくれたクォンテル開発の映像処理ソフトウェアである「Domino」に対して、「もう手放せない」と賞賛した。1995年の『GHOST IN THE SHELL / 攻殻機動隊』を参考に『マトリックス』を制作し、世界的なヒットを飛ばした後のウォシャウスキー兄弟にも、この制約を逆手に取った手法が、新しい映像表現手法として驚きを持って受け入れられた模様である。

### 音響
アヴァロンでのシーンはランディ・トムが担当している。
日本では日常でのアッシュの生活シーンを担当した。押井からは「最新技術を使っているけど、色調は古臭い。だからローテクから伸びたハイテクの様な音が欲しい」と言われ、全体的に手抜きに感じられる様な仕上がりになった。
アッシュが生気に溢れてイキイキとする時は喧騒が凄くて、呆けている時は音を狭くする様にし、6.1chサラウンドでもわざとモノラルに聞こえるような設計にした。必要以上の音付けはしない様に抜ける素材は抜いて、日常生活のシーンはシンプルにした。その判断は若林が務め、それを現場のスタッフ・井上・押井にチェックしてもらう様にした。
井上はポーランド・日本の両方の音響スタッフが録音した素材を整理し、その都度音響のプランそのものを見つめ直し、上がってきたもの以外の素材を新規で制作した。全体像の調整を行ったため、日本の映画で初めて「音響デザイナー」というクレジットが付いた。

## キャスト
出演者情報は FilmPolski.pl より。
アッシュ： マウゴジャタ・フォレムニャク Małgorzata Foremniak（吹き替え：財前直見）
伝説のパーティ「ウィザード」の元メンバー。
ゲームマスター： ヴワディスワフ・コヴァルスキ Władysław Kowalski（吹き替え：日下武史）
アヴァロン専用端末でプレイヤーをガイドする。
マーフィー： イェジ・グデイコ Jerzy Gudejko（吹き替え：木下浩之）
かつては「ウィザード」のリーダーだったが、現在は廃人状態で病院にいる。
ビショップ ： ダリウシュ・ビスクプスキ Dariusz Biskupski（吹き替え：大塚明夫）
突如アッシュの前に現れた男。高い戦闘技術を持つ。
スタンナ ： バルトウォミエイ・シフィデルスキ Bartłomiej Świderski（吹き替え：山寺宏一）
「ウィザード」の元メンバー。
受付の女 ： カタジナ・バルギェウォフスカ Katarzyna Bargiełowska（吹き替え：范文雀）
九姉妹のマーフィー ： ミハウ・ブレイテンヴァルト Michał Breitenwald（吹き替え：大川透）
ジル ： アリツィア・サプルィク Alicja Sapryk（吹き替え：田中敦子）
プレイヤーA ： アダム・シシュコフスキ Adam Szyszkowski（吹き替え：鈴木正和）
プレイヤーB ： クシシュトフ・シュチェルビンスキ Krzysztof Szczerbiński（吹き替え：浜田賢二）

## スタッフ
- 監督：押井守
- エグゼクティブ・プロデューサー：渡辺繁、香山哲、塩原徹、坂上直行
- 脚本：伊藤和典
- 音楽：川井憲次 - 主題歌はポーランド語歌詞による「Log In」「Voyage to Avalon」
- ライン・プロデューサー：アンジェイ・グドフスキ、ヴォイチェフ・ヴィデルスキ
- 制作担当：ヤヌシ・チェフ
- 撮影監督：グジェゴシ・ケンジェルスキ
- 美術：バルバラ・ノバク
- 衣裳：マグダレナ・テスワフスカ - 押井の好きだった1988年のポーランドSF映画『シルバー・グローブ/銀の惑星』の衣裳も手掛けたデザイナー[15]
- ビジュアル・エフェクト・スーパーバイザー：古賀信明
- デジタル・アート・ディレクター：林弘幸
- 美術デザイナー：渡部隆
- メカニックデザイナー：竹内敦志
- 音響デザイナー：井上秀司、帆苅幸雄
  - アシスタント：岡瀬晶彦
- 音響監督：若林和弘
- 音響効果：野口透
- Sound Design services provided by: SKYWALKER SOUND, A division of Lucas Digital Ltd., Marin County, California
  - Re-recording Mixers: Randy Thom, Tom Myers
  - Sound Designers: Randy Thom, Tom Myers
  - Sound Design Assistant: Christopher Barrick
- 特殊造型：品田冬樹
- 演奏：ワルシャワ国立フィルハーモニー管弦楽団（オーケストラ・アレンジ:ベルナルド・フミェラッシュ）

## 登場する架空の兵器
オンラインゲーム「アヴァロン」の各フィールドの終端標的（ボスキャラクター）。いずれも3DCGIで描かれており、登場する実在兵器と同様に、ロシア系のデザインで纏められている。現地撮影では、ハインド、シルカ、T-72などが使用された。
Mi-96D ブラン
フィールド・クラスAの市街地や荒野に出現する大型対地攻撃ヘリコプター。ハインドの系譜に連なる機体で、コックピットはMi-24Dなどと同様、バブルキャノピーを有するタンデム複座になっている他、その後部両脇にさらに二つのバブルキャノピーを有している。機体後部が長方形の展開式爆弾ラックとなっており、交差反転式ローターと合わせて特異な形状を持つ。武装は爆弾ラック内に大型爆弾24発を搭載する他、機首に旋回式の20㎜ガトリング砲を3基、後退角のついた大型スタブウィングに空対地ミサイル12発を装備している。また、RPG-7数発の直撃にも耐えうる装甲を持つ。
アッシュにSVDとPKT（T-72の車載機関銃）でコックピット部を攻撃され、撃破された。
「ブラン」とはウェールズ語・アイルランド語で「大鴉」を意味し、アーサー王が死後に大鴉に生まれ変わったという伝説に由来している。
KV-22 ツィタデル
フィールド・クラスA“Ruins D99”の廃工場に出現する超重多砲塔戦車。デザインの元となったのはKV-2であり、巨大なKV-2の砲塔に履帯をつけたような形状をしている。車高が異常に高く、全備重量は200トンを越える。履帯は二条が纏められた物が前後に分かれて配置されており、懸架装置は油圧独立懸架方式を採用している。装甲厚は前面で200mm以上。
歩兵の支援に特化した車両であり、砲塔側面に格納された4基の遠隔操作銃塔に7.62mm機銃12基、12.7mm機銃4基を有するほか、砲塔前面に2基、砲塔側面に4基、車体前部に6基、車体後部に2基、更には砲塔内部に4基の口径不明の銃塔を装備しており、有する機銃の数は計34基にも及ぶ。しかし、車高の高さと銃塔を格納式にした事により、多くの死角が生じている。この他、主砲として短砲身203mm榴弾砲1門を有する他、更に前面装甲内部に380mmロケット臼砲1門を格納している。
アッシュに車体後部の機関室をRPG-7で狙い撃たれ、撃破された。
「ツィタデル」とはドイツ語で「城砦」を意味する。

## 評価・影響
『マトリックス』の監督ラリー・ウォシャウスキーは本作で押井を「彼は常に新しいスタイルを切り開く監督だ」と表現した。イギリスの映画評論家トニー・レインズは本作を「押井守の最高傑作。最高に刺激的な作品だ」と絶賛した。また、『ターミネーター』、『タイタニック』などの監督で知られるジェームズ・キャメロンは本作を「SF映画の常識を変える美しい映像」「今まで作られたSF映画の中で、最も美しく芸術的でスタイリッシュな一本だ」と評した。特にキャメロンは山本健介の戦車のモデリングの緻密さに対して「これは本当にCGなのか!?」と驚いた。
また押井自身は本作のインタビューにて「映像や音楽に対する理想が一番実現できた作品」「実写として『予想外にいい絵が撮れた』という部分と、アニメとしての『計算通りにいい絵が仕上がった』という両方の満足感があった」「最終的には役者の演技もデジタルでコントロールできるだろう」「『地獄の釜の蓋を開けてしまった』感じがあります。何でもやれるということは監督が全ての責任を持つことだから言い訳ができなくなる。だから、今まで気合い・勢いだけで作っていた人は大変ですよ。素材を撮るためにカメラ・レンズ・露出の知識が全て必要になってくる。照明に対してセンスがない人はダメ。撮影の時に全てをスタッフに任せてきた人は映画を撮れなくなるでしょう。そういう意味では技術から習得しなければやってこれなかった、アニメーションに造詣・センスのある監督が強い時代になるかも」と述べた。
後に押井は『スカイ・クロラ』の監督をするが、オファーが来た理由は原作者の森博嗣が好きな映画にアヴァロンを挙げたことによる。
スティーヴン・スピルバーグ監督の『レディ・プレイヤー1』の原作者アーネスト・クラインと『ソードアート・オンライン』の著者川原礫は対談でともに、アヴァロンにインスピレーションを受けたと挙げている。特に川原は「僕は『アヴァロン』に影響を受けて『ソードアート・オンライン』の銃で戦うチャプターを書いた。」と話している。
2004年アテネオリンピックのシンクロナイズドスイミングのデュエット競技で、スイスのマグダレナ・ブルナー、ベリンダ・シュミット組が本作の音楽を使用した。

## 小説
Avalon 灰色の貴婦人
作：押井守
- 単行本（2000年12月15日発行 メディアファクトリー ）ISBN 4840101574 絶版
- 文庫本（2003年3月31日発行 メディアファクトリー・MF文庫J、イラスト：toi8）ISBN 4840107424 絶版
- 単行本（2008年発行 エンターブレイン）ISBN 4757740689

「308」と呼ばれるアヴァロン世界における傭兵の物語。「灰色の貴婦人」と呼ばれる謎の戦士との出会いを通し、アヴァロンの謎に迫る。
非常に独特な文章が多い。とりわけ、あとがきでも言及されるように武器の記述が非常に詳しい。段落を変えて展開されることもあり、戦闘シーンではアクションと同程度に文量をとる。また、食事シーンも多く生活感にあふれ、「308」の視点から本作の世界を体験するような構成となっている。
時系列は映画版の後日譚となるが、映画版では把握しにくい「傭兵」の実態やクラス構成が詳細に記されるほか、舞台となる地域が異なる（住民の特徴や生活環境、銃器解説の一部から日本であると考えられる）など、映画版からの世界の広がりを補完する点が多い。
また、本作では『既視感』（デジャブ）をキーワードに挙げており、映画版の映像表現を内面的な心理描写で巧みに描いていく。